# Frédéric Poulon
 (mars 2020).
Si vous disposez d'ouvrages ou d'articles de référence ou si vous connaissez des sites web de qualité traitant du thème abordé ici, merci de compléter l'article en donnant les références utiles à sa vérifiabilité et en les liant à la section « Notes et références ».
Frédéric Poulon, né le 21 décembre 1947 à Alès, est un économiste français.

## Biographie

### Formation
Frédéric Poulon a fait toutes ses études supérieures à Paris. Deux fois lauréat du concours général de sciences économiques (en 1967 puis en 1969), il obtient en 1969 la maîtrise d’économie à Paris I ainsi que le diplôme de Sciences Po Paris et la licence de lettres classiques. L’année suivante, il obtient la maîtrise de lettres classiques à la Sorbonne et, en 1973, celle de mathématiques pures à Paris VI ainsi que le Certificat Supérieur de l’ISUP (Institut de Statistique de l’Université de Paris).
En 1976, il soutient une thèse de doctorat intitulée Problème d’agrégation, inflation de coût et politique des prix..

### Carrière universitaire
De 1972 à 1976, il est assistant de recherche et d’enseignement à l’Université Paris I. Agrégé de sciences économiques en 1977, il enseigne depuis cette date à l’Université de Bordeaux où il est devenu, au 1er septembre 2017, professeur a riposo.
De 1979 à 1990, il a animé le séminaire DECTA III qui a été un foyer intense de recherches et de publications au long de ces années mais qui a dû cesser son activité à la suite de la polémique soulevée par la publication, dans le n° 32 hors-série d’Économies et Sociétés sur « La France Vassale », d’un texte issu du séminaire et jugé « révisionniste ».

### Autres activités
Il a produit une émission économique sur RCF Bordeaux, nommée « Espace Économie ». Passionné de théâtre, il présentait entre autres dans cette émission la vie économique du théâtre à Bordeaux.

## Thèses
Il est l’un des principaux représentants de l’école keynésienne du circuit, qui se distingue de l’approche la plus courante des idées de Keynes (IS-LM) par l’accent mis, dans le domaine de la théorie, sur le circuit de la monnaie et, dans le domaine de la politique économique, sur le protectionnisme.
La théorie du circuit est le développement du principe fondamental des économies monétaires, qui s’énonce ainsi : une première catégorie d’agents (banques B) prête à une deuxième catégorie (entreprises E) qui achète pour vendre à une troisième (ménages M) qui vend pour acheter. B, E, M, sont les trois pôles du circuit keynésien de base issu de la Théorie générale de Keynes.

## Publications
- Macroéconomie approfondie. équilibre, déséquilibre, circuit, Paris, Cujas, 1982.
- Les Ecrits de Keynes , Paris, Dunod, 1985 (direction d’ouvrage collectif).
- Monnaie et crédit dans l’économie française, Paris, Cujas, 1987 (en collaboration avec J. Marchal).
- Macroéconomie : travaux dirigés, Paris, Dunod, 1993 (en collaboration avec N. Poulon-Lafaye).
- J.M. Keynes, P. Sraffa : recherche de passerelles, Paris, Cujas, 1998 (co-dirigé avec C. Bidard et A. Hendaoui).
- Economies d’endettement, économies de marchés financiers, Paris, Cujas, 2001 (co-dirigé avec M. Cazals et M. Damak).
- TD économie générale, Paris, Dunod, 2e éd. 2015 (1re éd. 2011).
- Economie générale, Paris, Dunod, 8e éd. 2015 (1re éd. 1982).
- La Pensée économique de Keynes, Paris, Dunod, 4e éd. 2016 (1re éd. 2000).
- La Pensée monétaire, Paris, Dunod, 2016.